# Костел Матері Божої Утішительки і святого Йосифа Улюбленця (Великий Ходачків)
Костел Матері Божої Утішительки і святого Йосифа Улюбленця у Великому Ходачкові — нечинна культова споруда, колишня римсько-католицька церква в селі Великому Ходачкові Тернопільської области України.

## Відомості
1870 року родина Шеліських подарувала земельну ділянку під святиню, а 24 квітня 1879 року закладено наріжний камінь під будівництво, яке завершили 1880 року, а освячення здійснили 1890 року. У 1899—1900 рр. святиню добудували.
1919 року споруджено тимчасову дерев'яну каплицю, 1925 року засновано парафію та закладено фундамент нового храму вже на тому ж місці (проєкт Тадея Шнейдера). Будівництво завершили 1934 року.
Частину костельного майна після закриття храму було вивезено до Польщі. У приміщенні діяла школа-майстерня трактористів, зерновий склад та склад мінеральних добрив. Нині святиня перебуває у стані руїни.

## Галерея

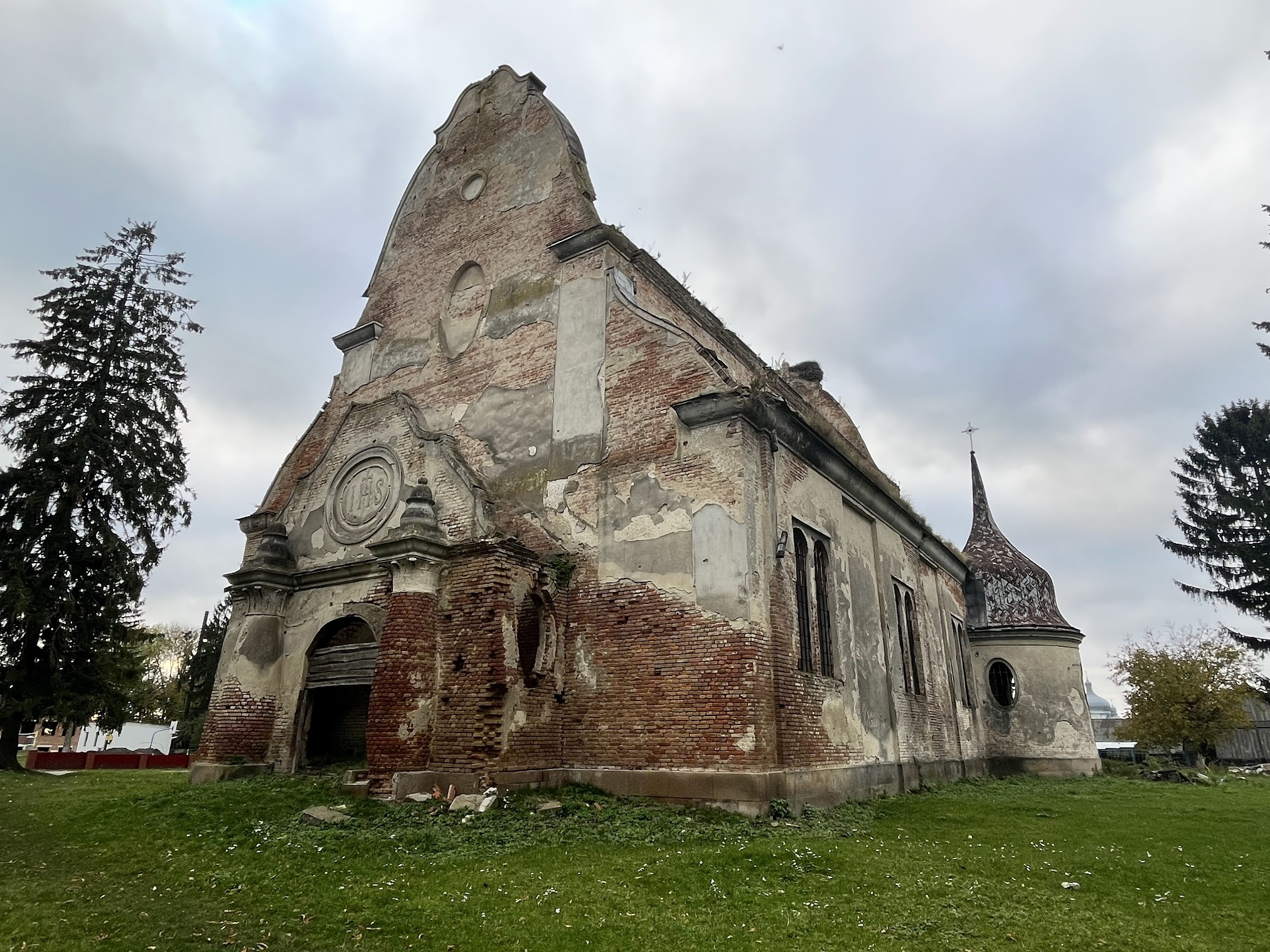

## Настоятелі
- о. Стефан Хабло.